# Mamelon

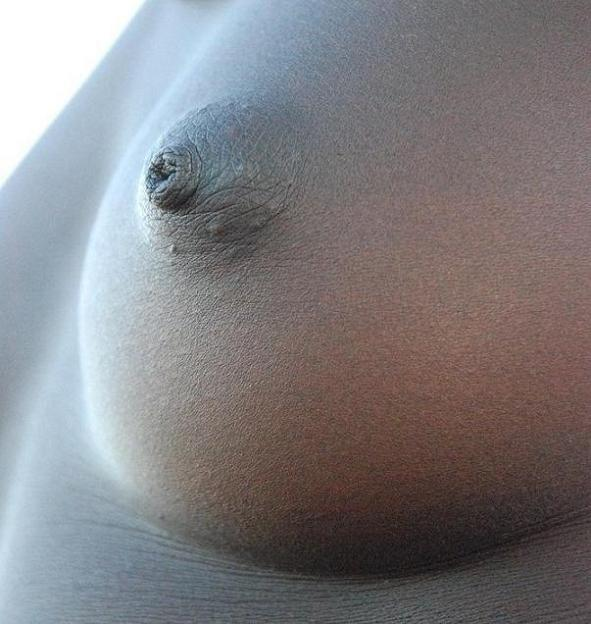
Mamelon féminin de trois-quarts.

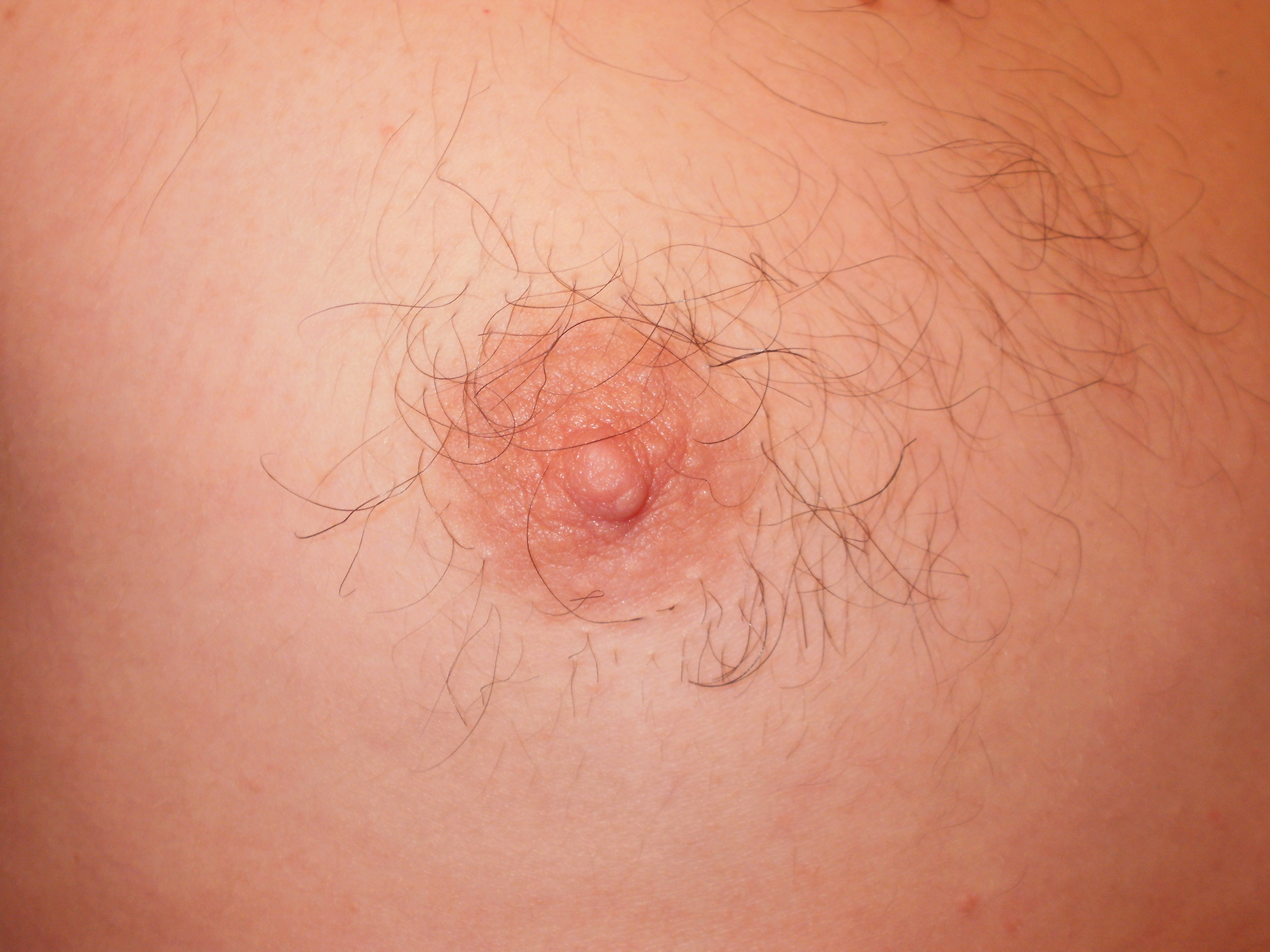
Mamelon masculin de face, entouré de l'aréole.

Le mamelon, également appelé papille mammaire, ou téton dans le langage courant, désigne la petite partie saillante et pigmentée de la peau située sur la face antérieure du thorax, bilatérale. Il est situé chez l'homme au niveau du croisement du cinquième espace intercostal (espace entre deux côtes consécutives) avec la ligne médio-claviculaire (ligne verticale passant par le milieu de la clavicule). Il est situé chez la femme à l'extrémité antérieure du sein. Il est entouré de l'aréole. Sa fonction est essentiellement, chez la femme, l'excrétion du lait maternel au cours de l'allaitement.

## Forme, taille et structure
La forme et la taille du mamelon varie beaucoup selon l'âge, la génétique individuelle, l'ethnie et l'éventuel état d'excitation sexuelle, de grossesse ou de personne allaitante (pour la femme), selon le cycle menstruel, la température et d'autres facteurs ; mais en moyenne, le mamelon mesure environ 1 cm de diamètre. 
Ces aspect ont fait l'objet d'étude dans le cadre de la chirurgie reconstructive et/ou esthétique,,,.
Il comporte les ostia des conduits lactifères et le muscle aréolaire composé de fibres longitudinales et de fibres circulaires, fonctionnant comme un sphincter pour permettre l'érection du sein ou thélotisme.

## Physiologie

### Turgescence
Sous l'effet du froid ou de l'excitation sexuelle, les mamelons peuvent devenir turgescents, réflexe vestigial de piloérection déclenché par l'ocytocine.

### Sensibilité
Le téton est plus ou moins sensible selon les personnes ; son pincement peut être très douloureux.

## Symbolisme
Le mamelon est, plus ou moins selon l'âge, l'époque, et la culture dans certaines cultures, l'élément central du caractère sexuel secondaire qu'est le sein. Il a souvent été décrit comme relié à la fertilité, et il peut jouer un rôle dans la notion de pudeur, ou d'exhibition.

## Utilisation en médecine
Le pincement du mamelon est un geste qui peut être utilisé pour le diagnostic de coma. On lui préfère aujourd'hui le pincement de la face interne de l'avant-bras.

## Pathologie
Le mamelon ombiliqué est une malformation caractérisée par le fait que le mamelon est invaginé, c'est-à-dire qu'il est en forme de creux.
La thélalgie est une douleur située au niveau du mamelon d’un sein.